# Poussan
Poussan é uma comuna francesa na região administrativa de Occitânia, no departamento de Hérault. Estende-se por uma área de 30,08 km². Em 2010 a comuna tinha 6 060 habitantes (densidade: 201,5 hab./km²).